# Ионин, Александр Осипович
Александр Осипович (Иосифович) Ионин (1834—1882/1883) — профессор Историко-филологического института.

## Биография
Родился по разным данным в 1834 или 1835 году. 
В 1853 году с золотой медалью окончил Ларинскую гимназию. Затем, в 1859 году окончил кандидатом историко-филологический факультет Санкт-Петербургского университета и был назначен преподавателем латинского языка в Ларинскую гимназию. Затем был командирован с учёною целью за границу и по возвращении стал преподавать в 3-й Петербургской гимназии (1865—1868); в 1867 году назначен экстраординарным профессором в Филологический институт и также в 1867—1871 годах занимал в нём должность секретаря.
В 1875 году по болезни оставил службу в чине статского советника. Скончался 21 декабря 1882 (2 января 1883) года. Похоронен на Смоленском православном кладбище.
А. О. Ионин был известен как отличный знаток и преподаватель латинского языка; своих слушателей он умел действительно научить своему предмету и пользовался их большими симпатиями и уважением.